# Signeta tymbophora
Signeta tymbophora là một loài bướm ngày thuộc họ Hesperiidae. Nó được tìm thấy ở New South Wales và Queensland.
Sải cánh dài khoảng 30 mm.
Ấu trùng ăn Carex hubbardii and Gahnia sieberiana. They construct a shelter made by rolling and joining leaves together with silk at the base of their host plant. They rest in this shelter during the day.